# Creonte (rey de Corinto)
En la mitología griega, Creonte (Κρέων / Kreōn) es un rey de Corinto, hijo de Licáeto. Higino, confundiendo personajes, dice que Creonte es hijo de Meneceo (pero se refiere a otro Creonte). Creonte fue padre de una hija, llamada Creúsa o Glauce, que tuvo unión con Jasón, y de un hijo, Hípotes, que acusó a Medea del asesinato cometido contra su familia. La esposa de Creonte permanece innominada.
Según una obra perdida de Eurípides, Medea, resumida en la Biblioteca mitológica, se dice que, después de la muerte de Pelias y de ser desterrados por obra de Acasto, Jasón y Medea fueron de Yolco a Corinto. Vivieron felices durante diez años, hasta que Creonte prometió dar a su hija Glauce a Jasón, quien abandonando a Medea se casó con ella. Medea invocó a los dioses por los que Jasón había jurado y, tras reprochar a éste muchas veces su ingratitud, envió a la Glauce un peplo envenenado que al vestirlo la abrasó con fuego voraz, así como a su padre que había acudido a socorrerla.
Eurípides dice que durante su locura Alcmeón había engendrado en Manto, la hija de Tiresias, un hijo, Anfíloco, y una hija, Tisífone; llevó los niños a Corinto y los entregó al rey Creonte para que los criase; pero a Tisífone, que sobresalía por su belleza, la mujer de Creonte la vendió como esclava, pues temía que Creonte la hiciera su esposa. Alcmeón la compró y la tuvo como sirvienta, sin percatarse de que era su propia hija; cuando fue a Corinto para reclamar a sus hijos, recobró también a Anfíloco.